# Sissa Ibn Dahir
L'ancien mathématicien brahmane indien Sissa (également orthographié Sessa ou Sassa et également connu sous le nom de Sissa ibn Dahir ou Lahur Sessa ) est un personnage mythique de l'Inde, connu pour l'invention de Chaturanga, le prédécesseur indien des échecs, et le problème du blé et de l'échiquier qu'il aurait présenté au roi lorsqu'on lui aurait demandé quelle récompense il souhaitait pour cette invention.

## Légende
Sissa, un brahmane hindou (dans certaines légendes du village de Lahur), invente les échecs pour un roi indien à des fins pédagogiques,. En signe de gratitude, le roi demande à Sissa comment il souhaite être récompensé. Sissa souhaite recevoir une quantité de grain qui est la somme d'un grain sur la première case de l'échiquier, et qui est ensuite doublée sur chaque case suivante.

## Historicité
Le contexte de la mythique Sissa est décrit en détail dans A History of Chess. Il existe de nombreuses variations et incohérences, et par conséquent peu de choses peuvent être confirmées historiquement. Néanmoins, la légende de Sissa est placée par la plupart des sources dans un royaume hindou entre 400 et 600 après JC, à une époque postérieure à l'invasion d'Alexandre le Grand. Le mythe est souvent raconté d’un point de vue persan et islamique.
Cependant, le récit le plus ancien connu qui aurait servi de base à la légende de Sissa date d'avant l'avènement de l'Islam. Il raconte l'histoire de Husiya, fille de Balhait, une reine dont le fils est tué par un rebelle, mais dont elle n'entend pas initialement la nouvelle. Cette nouvelle lui est subtilement annoncée à travers le jeu d'échecs que lui a présenté Sissa.